# Olympica Fossae

Mapa do quadrângulo de Tharsis com as principais formações indicadas, Olympica Fossae se situa acima no centro da imagem.

Olympica Fossae é uma fossa no quadrângulo de Tharsis em Marte a 25° latitude norte e 114.1° longitude oeste.  Possui aproximadamente 420 km de extensão e recebeu um nome clássico para uma formação de albedo a 17ºN, 134ºW.

## Fossa
Grandes fraturas (depressões extensas e estreitas) são chamadas fossae na linguagem geográfica utilizada para Marte. Essas fraturas se formam quando a crosta é esticada até seu rompimento numa rachadura.  Uma fossa muitas vezes possui duas quebras com a sessão intermediária se movendo para baixo, deixando escarpas íngremes nos lados; uma fenda deste tipo é chamada um graben.

## Riscas escuras nos desfiladeiros
Riscas escuras nos desfiladeiros (Dark slope streaks) são comuns em Marte. Elas ocorrem nos íngremes barrancos das crateras, fendas e vales. As riscas são escuras em princípio. Elas clareiam com o passar do tempo. Às vezes elas tem início em um ponto minúsculo, então elas se expandem por centenas de metros. Foi observado que elas correm ao redor de obstáculos, como penedos.  Acredita-se que avalanches de poeira clara que expõem uma camada inferior mais escura. No entanto, várias ideias tem sido elaboradas para explicar essas riscas. Algumas envolvem água ou até mesmo o crescimento de organismos. As riscas aparecem em áreas cobertas por poeira. Grande parte da superfície de Marte é coberta por poeira. Poeira fina da atmosfera cai cobrindo tudo. Sabe-se muito a respeito disso pois os painéis solares da Mars Rover ficam cobertos por poeira, reduzindo dessa forma a energia elétrica. A potência dos rovers foi restaurada muitas vezes pelo vento, na forma de redemoinhos, limpando os painéis aumentando a geração de eletricidade. Tempestades de areia são frequentes, especialmente quando a estação da primavera tem início no hemisfério sul. Nessa época, Marte se encontra 40% mais próximo do sol. A órbita de Marte é muito mais elíptica que a da Terra. Isto é, a diferença entre o ponto mais distante e o mais próximo do sol varia muito em Marte, mas muito pouco na Terra. Ainda, a cada poucos anos o planeta inteiro é tomado por tempestades de poeira. Quando a sonda Mariner 9 da NASA aterrissou no planeta, nada podia ser visto através da tempestade de areia. Outras tempestades de poeira globais tem sido observadas desde então.